# Ptilodactyla sexualis
Ptilodactyla sexualis là một loài bọ cánh cứng trong họ Ptilodactylidae. Loài này được Deleve miêu tả khoa học năm 1972.